# Каретникова, Марина Сергеевна
Мари́на Серге́евна Каре́тникова (1930—2016) — советский и российский филолог, преподаватель, историк евангельско-баптистского движения в Российской империи/СССР, почётный доктор исторического богословия СПБХУ.

## Биография
Родилась в Ленинграде в семье служащих. Её отец, инженер, был сподвижником И. С. Проханова и принимал участие в качестве делегата в 10 съезде евангельских христиан. В последние 10 лет жизни (1968—1978) он проповедовал в церкви ЕХБ на Поклонной Горе. Мать родилась в семье молокан, в юности несла миссионерское служение на Кавказе. С будущим мужем встретилась на библейских курсах в Ленинграде.
Когда Марине было 11 лет, началась блокада. Во время блокады она помогала взрослым — дежурила во время налетов, тушила зажигательные бомбы. Позднее была награждена медалью «За оборону Ленинграда».
В 1953 году окончила филологический факультет Ленинградского государственного университета по специальности литературоведение.
Вышла замуж за москвича и 22 года прожила в столице. Преподавала в общеобразовательной школе гуманитарные предметы, также преподавала русский язык иностранцам, два года проработала в Индии. Защитила диссертацию, посвященную поэту Н. А. Некрасову, получив степень кандидата педагогических наук. В 1970 году получила звание доцента.
По возвращении в Ленинград в 1974 году начала посещать церковь евангельских христиан-баптистов. В 1978 году в память об отце крестилась. Считая, что христианин не должен преподавать с атеистических позиций, Марина Сергеевна сама оставила преподавание в профсоюзной школе.
С 1985 года она преподавала Библию в библейских школах. В 1980-е годы участвовала в работе авторского коллектива «Истории ЕХБ в СССР», начатой в 1979 году по решению Президиума ВСЕХБ.
Занималась лекторской работой, преподавала на христианских курсах. Училась в баптистских семинариях Швейцарии и Чехии. На протяжении 10 лет преподавала в семинарии Тарту (Эстония), с 1990 года — в СПбХУ. Читала лекции в христианских учебных заведениях в различных регионах России — Курске, Омске, Перми, Мурманске, Орле и в Московском теологическом институте, а также в Бельцком библейском институте Молдавии.
Участник ряда российских и международных научных конференций, автор большого числа статей на историческую тему, опубликованных в научных и популярных сборниках, а также в христианских периодических изданиях.

## Наследие

### Научные работы
- Коллектив авторов. История ЕХБ в СССР. — М.: издательство ВСЕХБ, 1989. — С. 624.
- Каретникова М. С. Русское богоискательство. Национальные корни евангельско-баптистского движения. — Альманах по истории русского баптизма, третье издание. — СПб.: Библия для всех, Протестант, 2006. — С. 3—84. — ISBN 5-7454-0380-2.
- Каретникова М. С. Протестантизм. Лекции, прочитанные для радиопрограммы "Актуально-Насущно". — Третье. — СПб.: Библия для всех, 2008.
- Каретникова М. С. 400 лет баптизма : история в картинах. — СПб.: Библия для всех, 2010. — 90 с.
- Каретникова М. С. Библейская этика. — СПб.: Библия для всех, 2012. — 166 с.

### Альманахи
М. С. Каретникова подготовила четыре выпуска «Альманаха по истории русского баптизма», содержащих редкие исторические документы и работы историков.
- Альманах по истории русского баптизма. — СПб.: Библия для всех, 2001. — ISBN 5-7454-0507-4.
- Альманах по истории русского баптизма. Вып.2. — СПб.: Библия для всех, 2001. — 429 с.
- Альманах по истории русского баптизма. Вып.3. — СПб.: Библия для всех, 2004. — 347 с. — ISBN 5-7454-0842-1.
- Альманах по истории русского баптизма. Вып.4. — СПб.: Библия для всех, 2009. — 300 с.

### Художественное творчество
- Каретникова М. С. Клетчатый фартук: повесть о молодой семье. — СПб.: Библия для всех, 2009. — 189 с.
- Каретникова М. С. Малина под дождем. — СПб.: Библия для всех, 2010. — 187 с. — ISBN 978-5-7454-1226-4.
- Каретникова М. С. Всё счастье моей жизни: повесть о церкви. — СПб.: Библия для всех, 2016. — 117 с. — ISBN 978-5-7454-1418-3.
- Каретникова М. С. Прозрение: (исповедь). — СПб.: Библия для всех (Типография «Наука» РАН), 2006. — 93 с. — ISBN 5-7454-0379-9.

### Прочее
- Каретникова М. С., Колесова О. Тайна силы в немощи: листая страницы блокадных дневников. — СПб.: Библия для всех, 2012. — 127 с.
- Коррадо Ш. Философия служения полковника Пашкова (перевод с английского Марины Каретниковой) = The Philosohy of Ministry of Colonel Vasiliy Pashkov. — Санкт‑Петербург: Библия для всех, 2005. — ISBN 5‑7454‑0909‑6.